# パスコ郡 (フロリダ州)
パスコ郡（英: Pasco County）は、アメリカ合衆国フロリダ州のフロリダ半島メキシコ湾岸に位置する郡である。人口は56万1891人（2020年）。郡庁所在地はデイドシティであり、同郡で人口最大の都市はニューポートリッチーである。
パスコ郡は、ヘルナンド郡、ヒルズボロ郡、ピネラス郡と共に、タンパ・セントピーターズバーグ・クリアウォーター大都市圏を構成しており、またさらに南のマナティ郡とサラソータ郡、北のシトラス郡、東のポーク郡と共にタンパ湾地域と呼ばれることも多い。

## 歴史

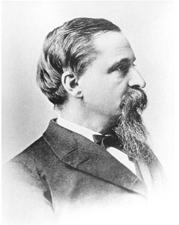
サミュエル・パスコ、アメリカ合衆国上院議員

パスコ郡は1887年6月2日に、ヘルナンド郡の南側3分の1が分離して設立された。同時にヘルナンド郡の北側3分の1からシトラス郡も設立された。郡名はフロリダ州からアメリカ合衆国上院議員に選出されたばかりのサミュエル・パスコに因んで名付けられた。デイドシティが暫定郡庁所在地に指定され、1889年に行われた郡民投票によって、恒久的な郡庁所在地になった。1917年には既に西部の住人が別の郡創設、あるいはピネラス郡との統合を提案していた。これはデイドシティが郡の中心に位置していなかったからだった。この問題は1970年代後半になって、デイドシティとニューポートリッチー両市に郡政府のセンターを建設することで解決された。
郡初期の町はアンクロート、ブラントン、デイドシティ、アーネストビル、フォートデイド、メイコン（トリブリー）、ラクーチ、サンアントニオがあった。当時は柑橘類が重要な産業だったが、1895年の凍害のあとは衰退した。20世紀初期には幾つかの製材所が操業していた。1920年代にはフロリダ土地ブームが起こり、ニューポートリッチーが、無声映画のスター、トマス・ミーアンや、プロゴルファー、ジーン・サラゼンの冬の住まいになった。ミーアンはハリウッドの他の俳優もこの町に誘おうとしていた。1960年代からは人口急増の時代となった。その成長はメキシコ湾岸に始まり、現在はタンパ市の北にある地域で進行している。

## 地理
アメリカ合衆国国勢調査局に拠れば、郡域全面積は867.95平方マイル (2,248.0 km2)であり、このうち陸地744.85平方マイル (1,929.2 km2)、水域は123.10平方マイル (318.8 km2)で水域率は14.18%である。

### 交通

#### 空港
- ゼファーヒルズ市民空港 (ZPH) website
- パイロット・カントリー空港 (X05) website
- タンパ・ノース・エアロパーク (X39) website
- ヒドンレイクエステイツ空港 (FA40）ムーン湖近くの民間空港 website

#### 大量輸送手段
パスコ郡公共交通がウェストパスコ、デイドシティ、ゼファーヒルズ各市でバス便を運行している。

#### 鉄道
CSXトランスポーテーションが郡内で3つの路線を運行している。デイドシティとゼファーヒルズにはプラントシティからの線が動いている。以前、アムトラックの旅客列車がデイドシティで停車していたが、2004年後半に中断された。他には国道41号線に近いブルックスビル支線と、レイクランドの南東を走るバイティス支線がある。
過去には他にも鉄道があった。その中でも著名だったのは、アトランティック・コースト・ライン鉄道の支線で、トリラクーチーの北西（元オーウェンズボロ結節点）にあったものであり、現在はウィズラクーチ州立トレイルになっている。シーボード・エア・ライン鉄道の支線はゼファーヒルズからトリラクーチーに伸びていた。国道301号線の東側、サルファースプリングスからゼファーヒルズに伸びる線、オレンジベルト鉄道の一部で、セントピーターズバーグから現在のトリニティで郡内に入り、トリブリーに伸びていた線（1970年代初期から半ばに廃線）、シーボード・エア・ライン鉄道の支線でホリデイ、エルファーズを抜けてニューポートリッチーに行く線があった。この線は1943年にエルファーズで止められ、1980年代には除去された。

#### 主要高規格道路
- 州間高速道路75号線、郡東部を通る南北方向幹線道
- サンコースト・パークウェイ（州道589号線）、有料道路
- アメリカ国道19号線、郡西端をメキシコ湾に平行に走る主要道、西海岸の各都市を繋ぐ
- アメリカ国道19号線代替路、国道19号線よりも湾岸に近くを走る
- アメリカ国道41号線（ランドオー・レイクス・ブールバード）、郡中央を通る南北方向幹線道
- アメリカ国道98号線、北西のヘルナンド郡から郡内を通って南東のポーク郡に抜ける
- アメリカ国道301号線フォートキング・ハイウェイ/ゴール・ブールバード)、郡東部を通る南北方向幹線道
- フロリダ州道39号線、北西から南東に走る
- 郡道41号線（フォートキング・ハイウェイ/17番通り/21番通り/ブラントン道路）
- フロリダ州道52号線（カーネル・シュレイダー記念ハイウェイ）、東西方向路
- フロリダ州道54号線（ガン・ハイウェイ/5番アベニュー）、東西方向路
- フロリダ州道56号線
- フロリダ州道575号線
- ローワン道路/イーストレイク道路（郡道77号線）
- デール・マブリー・ハイウェイ
- ムーンレイク道路/デキュブリス道路/マサチューセッツ・アベニュー（郡道587号線北）
- ガン・ハイウェイ（郡道587号線南）
- リトル道路（郡道1号線）
- トリニティ・ブールバード（郡道996号線）

### 隣接する郡
- ヘルナンド郡 - 北
- サムター郡 - 北東
- ポーク郡 - 南東
- ヒルズボロ郡 - 南
- ピネラス郡 - 南西

## 人口動態
以下は2000年国勢調査による人口統計データである。
| 基礎データ - 人口: 344,765人 - 世帯数: 147,566 世帯 - 家族数: 99,016 家族 - 人口密度: 179人/km2（463人/mi2） - 住居数: 173,717軒 - 住居密度: 90軒/km2（233軒/mi2） 人種別人口構成 - 白人: 93.70% - アフリカン・アメリカン: 2.07% - ネイティブ・アメリカン: 0.35% - アジア人: 0.94% - 太平洋諸島系: 0.03% - その他の人種: 1.52% - 混血: 1.38% - ヒスパニック・ラテン系: 5.69% 年齢別人口構成 - 18歳未満: 20.2% - 18-24歳: 5.8% - 25-44歳: 24.1% - 45-64歳: 23.1% - 65歳以上: 26.8% - 年齢の中央値: 45歳 - 性比（女性100人あたり男性の人口） - 総人口: 92.2 - 18歳以上: 89.1 | 世帯と家族（対世帯数） - 18歳未満の子供がいる: 23.5% - 結婚・同居している夫婦: 54.6% - 未婚・離婚・死別女性が世帯主: 8.9% - 非家族世帯: 32.9% - 単身世帯: 27.3% - 65歳以上の老人1人暮らし: 15.9% - 平均構成人数 - 世帯: 2.30人 - 家族: 2.77人 収入と家計 - 収入の中央値 - 世帯: 32,969米ドル - 家族: 39,568米ドル - 性別 - 男性: 30,974米ドル - 女性: 23,802米ドル - 人口1人あたり収入: 18,439米ドル - 貧困線以下 - 対人口: 10.7% - 対家族数: 7.6% - 18歳未満: 15.2% - 65歳以上: 7.7% |

## 都市と町

### 法人化自治体

法人化された自治体、番号は左のリストに対応

1. デイドシティ市 - 郡庁所在地
2. ニューポートリッチー市
3. ポートリッチー市
4. サンアントニオ市
5. セントレオ町
6. ゼファーヒルズ市

### 国勢調査指定地域

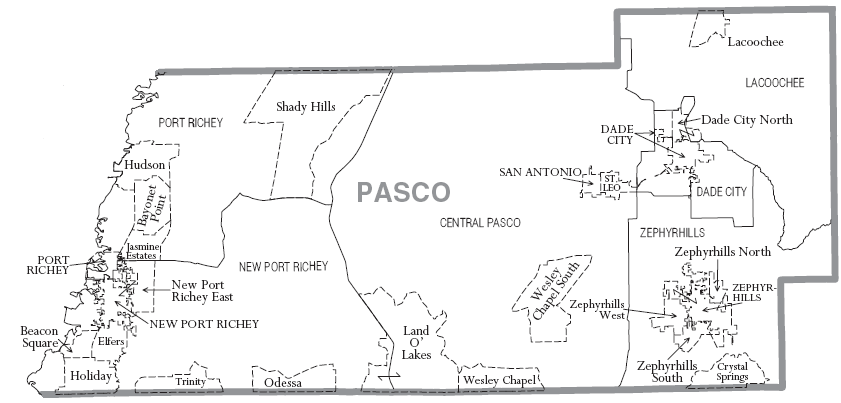
パスコ郡図 http://www.census.gov

| - アリペカ - バヨネットポイント - ビーコンスクエア - コナートン - クリスタルスプリングス - デイドシティノース - エルファーズ - ヘリテージパインズ - ホリデイ - ハドソン | - ジャスミンエステイツ - キービスタ - ラクーチー - ランドオー・レイクス - メドウオークス - ムーンレイク - ニューポートリッチーイースト - オデッサ - パサデナヒルズ - クエールリッジ | - リバーリッジ - シャディヒルズ - トリニティ - トリブリー - ウェズレーチャペル - ゼファーヒルズノース - ゼファーヒルズサウス - ゼファーヒルズウェスト |

### 未編入の町
| - ブラントン website - ブランチボロ - ダービー website - ガルフハーバーズ | - ハドソンビーチ - ジェサミン website - リッチランド website - セブンスプリングス website | - セントジョセフ website - トリラクーチー - バイティス |

## 政治
郡庁所在地はデイドシティだが、郡西部のニューポートリッチーにも郡政府の機能がある。
| 年     | 民主党        | 共和党        |
| ------ | ------------- | ------------- |
| 2008年 | 47.5% 102,417 | 51.1% 110,104 |
| 2004年 | 44.4% 84,749  | 54.1% 103,230 |
| 2000年 | 48.7% 69,576  | 48.1% 68,607  |
| 1996年 | 49.8% 66,475  | 36.2% 48,355  |
| 1992年 | 39.1% 53,130  | 35.1% 47,735  |
| 1988年 | 43.9% 50,385  | 55.6% 63,820  |
| 1984年 | 38.1% 40,962  | 61.9% 66,618  |
| 1980年 | 38.5% 34,054  | 56.7% 50,120  |
| 1976年 | 53.7% 33,710  | 45.1% 28,306  |
| 1972年 | 27.9% 11,330  | 71.9% 29,249  |
| 1968年 | 27.4% 6,292   | 42.4% 9,743   |
| 1964年 | 51.7% 8,135   | 48.3% 7,606   |
| 1960年 | 44.8% 5,832   | 55.2% 7,188   |

## 教育
郡内の公共教育はパスコ郡教育学区が管轄している。
パスコ郡はその生徒数でも爆発的に増加しており、1999年から2000年の46,458人から2007年から2008年には65,126人と、40.2%増加した。2007年から2008年の計画地は 64,674人であり、452人超過した。毎年2,489人、5.4%の増加率であり、1年に1校建設することになる。

### 高等教育機関
- パスコ・ヘルナンド・コミュニティカレッジ
- セントレオ大学
- トリニティ・カレッジ・オブ・フロリダ
- ウェブスター・カレッジ
- ラスムッセン・カレッジ

## 公園とレクリエーション
レクリエーション用地域としては、ハドソンビーチ、ニューポートリッチー・レクリエーション・アンド・アクアティックセンター、退役兵記念公園、J・ベン・ハリル・レクリエーション施設、F/K/Aレクリエーション施設、ジェイ・スターキー保存地、ワーナー・ボイス塩泉州立公園、サンコースト・トレイルの一部、ウィズラクーチ州立トレイルの一部、コナー保存地、サイプレス・クリーク保存地、ウィズラクーチ川公園、クルーズ湖野生生物公園がある。
郡内にはフロリダ州の多くのヌーディストパークとリゾートがある。着衣が選択できない海浜は無いが、8か所以上のヌーディストパークがある。その最古のものはタンパの北にあるコモ湖クラブであり、カリエントという世界クラスのリゾートは数年前にオープンした。ヌーディスト産業とその関連観光は郡の重要な歳入源である。

### 政府関連
- Pasco County Board of County Commissioners
- Pasco County Supervisor of Elections
- Pasco County Property Appraiser
- Pasco County Sheriff's Office
- Pasco County Tax Collector
- Pasco County Office of Emergency Management
- Pasco Mosquito Control
- Pasco County Cooperative Extension Service
- Pasco County Public Transportation
- Pasco County Library System

### 特殊地区
- Pasco County Public Schools
- Southwest Florida Water Management District

### 司法関連
- Pasco County Clerk of Courts
- Public Defender for the 6th Judicial Circuit serving Pinellas and Pasco Counties
- Office of the State Attorney, 6th Judicial Circuit
- Circuit and County Court for the 6th Judicial Circuit of Florida

### 観光
- Pasco County Tourism Development Council
- Pasco County City Info and Maps

### その他
- Pasco Economic Development Council
- History of Pasco County
- West Pasco Weather Conditions & Webcam
- Pasco County Fishing Forum

座標: 北緯28度18分 西経82度26分 / 北緯28.30度 西経82.44度